# Пизански университет
Пизанският университет (на италиански: Università di Pisa) е университет в град Пиза, Италия. Основан е официално с едикт на папа Климент VI от 3 септември 1343, въпреки че в Пиза се провеждат курсове по право още през 11 век. В наши дни е прочут най-вече с обучението по компютърни науки.

## Известни личности
Преподаватели
- Андреас Везалий (1514-1564), брабантски лекар
- Галилео Галилей (1564-1642), учен
- Йоанис Котуниос (1572-1657), гръцки философ
- Паоло Сави (1798-1871), геолог и зоолог

Студенти
- Аристотелис Валаоритис (1824-1879), гръцки писател
- Галилео Галилей (1564-1642), учен
- Бонавентура Кавалиери (1598-1647), математик
- Паоло Сави (1798-1871), геолог и зоолог
- Стоян Чомаков (1819-1893), български общественик